# Unterseeboot 574
L'Unterseeboot 574 ou U-574 est un sous-marin allemand (U-Boot) de type VIIC utilisé par la Kriegsmarine pendant la Seconde Guerre mondiale.
Le sous-marin fut commandé le 24 octobre 1939 à Hambourg (Blohm & Voss), sa quille fut posée le 15 juin 1940, il fut lancé le 12 avril 1941 et mis en service le 12 juin 1941, sous le commandement de l'Oberleutnant zur See Dietrich Gengelbach.
Il fut coulé à l'ouest du Portugal en décembre 1941.

## Conception
Unterseeboot type VII, l'U-574 avait un déplacement de 769 tonnes en surface et 871 tonnes en plongée. Il avait une longueur totale de 67,10 m, un maître-bau de 6,20 m, une hauteur de 9,60 m et un tirant d'eau de 4,74 m. Le sous-marin était propulsé par deux hélices de 1,23 m, deux moteurs diesel Germaniawerft M6V 40/46 de 6 cylindres en ligne de 1 400 cv à 470 tr/min, produisant un total de 2 060 à 2 350 kW en surface et de deux moteurs électriques BBC GG UB 720/8 de 375 cv à 295 tr/min, produisant un total 550 kW, en plongée. Le sous-marin avait une vitesse en surface de 17,7 nœuds (32,8 km/h) et une vitesse de 7,6 nœuds (14,1 km/h) en plongée. Immergé, il avait un rayon d'action de 80 milles marins (150 km) à 4 nœuds (7,4 km/h; 4,6 milles par heure) et pouvait atteindre une profondeur de 230 m. En surface son rayon d'action était de 8 500 milles nautiques (soit 15 700 km) à 10 nœuds (19 km/h).
L'U-574 était équipé de cinq tubes lance-torpilles de 53,3 cm (quatre montés à l'avant et un à l'arrière) qui contenait quatorze torpilles. Il était équipé d'un canon de 8,8 cm SK C/35 (220 coups) et d'un canon antiaérien de 20 mm Flak. Il pouvait transporter 26 mines TMA ou 39 mines TMB. Son équipage comprenait 4 officiers et 40 à 56 sous-mariniers.

## Historique
Il reçut sa formation de base au sein de la 1. Unterseebootsflottille jusqu'au 1er novembre 1941, puis intégra sa formation de combat dans cette même flottille.
L'U-574 quitta Kiel le 8 novembre 1941 pour sa première et dernière patrouille. Il navigua dans l'Atlantique Nord entre l'Islande et les îles Féroé (zone GIUK).
Le 19 décembre 1941, il coula le destroyer de la Royal Navy HMS Stanley (en) du convoi HG-76, celui-ci touché par 2 des 3 torpilles tirées disparait au fond de l'océan emportant avec lui la majeure partie de son équipage.
Douze minutes plus tard, l'U-574 est repéré, attaqué et coulé à la position géographique 38° 12′ N, 17° 23′ O, au large de Punta Delgada par des charges de profondeur du sloop britannique HMS Stork. Le commandant fera surface pour sauver son équipage qu'après une violente dispute avec son officier ingénieur OL Lorentz. Ce dernier se serait suicidé après avoir sabordé le submersible, tandis que le commandant décide de sombrer avec son navire. (Selon les témoignages des rescapés)

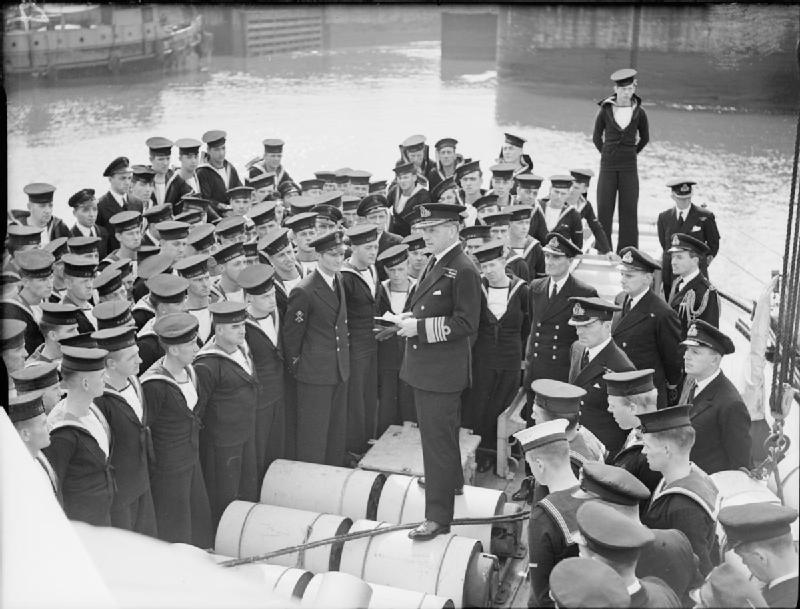
L'amiral Percy Noble s'adressant à l'équipage du HMS Stork après le naufrage de lU-574 le 19 décembre 1941, à Liverpool.

28 des 44 membres d'équipage meurent dans cette attaque.

## Commandement
- Oberleutnant zur See Dietrich Gengelbach du 12 juin 1941 au 19 décembre 1941.

## Affectations
- 1. Unterseebootsflottille du 12 juin 1941 au 1er novembre 1941 (Période de formation).
- 1. Unterseebootsflottille du 1er novembre 1941 au 19 décembre 1941 (Unité combattante).

## Patrouille
|       | Commandant                | Départ          | Départ | Arrivée          | Arrivée | Jours    | Succès  |
| ----- | ------------------------- | --------------- | ------ | ---------------- | ------- | -------- | ------- |
| 1     | Oblt. Dietrich Gengelbach | 8 novembre 1941 | Kiel   | 19 décembre 1941 | Coulé   | 42 jours | 1 190   |
| Total | Total                     | Total           | Total  | Total            | Total   | 42 jours | 1 190 t |

Note : Oblt. = Oberleutnant zur See

### OpérationsWolfpack
L'U-574 opéra avec les Wolfpacks (meute de loups) durant sa carrière opérationnelle.
- Steuben (14 novembre - 1er décembre 1941)
- Seeräuber (14-19 décembre 1941)

## Navires coulés
L'U-574 coula 1 navire de guerre de 1 190 tonneaux au cours de l'unique patrouille (42 jours en mer) qu'il effectua.
| Date             | Nom              | Nationalité | Tonnage | Fait  | Localisation         |
| ---------------- | ---------------- | ----------- | ------- | ----- | -------------------- |
| 19 décembre 1941 | HMS Stanley (en) | Royal Navy  | 1 190   | Coulé | 38° 12′ N, 17° 23′ O |